# 罗斯托夫州
罗斯托夫州（俄語：Росто́вская о́бласть，羅馬化：Rostovskaya oblast，IPA：[rɐˈstofskəjə ˈobləsʲtʲ]）是俄羅斯聯邦主體之一，屬南部聯邦管區。位於东欧大草原和北高加索之間，庫馬-馬內奇窪地從中穿過，西南濒临亞速海。面積100,800平方公里，2002年人口4,404,013，首府頓河畔羅斯托夫。罗斯托夫州成立於1937年9月13日。

## 歷史
16世紀時，哥薩克人農民在那裡定居。在17世紀，奧斯曼人在亞速市駐紮了相當多的駐軍。這一個戰略據點在整個世紀受到俄羅斯人多次的攻擊。在18世紀 ，該地區被俄羅斯帝國正式吞併。哥薩克人作為非正規軍隊被納入俄羅斯武裝部隊。皇后凱瑟琳二世採取了積極的定居和殖民政策：1760年，她建造了一個新的據點，即是現在的頓河畔羅斯托夫。這個據點後來成為頓河谷重要的經濟和軍事中心，其也被稱成為“通往高加索的門戶”。1779年，克里米亞亞美尼亞人被強行遷往那裡。
1918年3月，哥薩克人開始反對布爾什維克。1918年5月，他們在新切爾卡斯克宣布成立了頓河共和國，獨立至1920年1月。
第二次世界大戰對羅斯托夫州造成了沉重的打擊。頓河畔羅斯托夫市大部分被毀。戰前該地區的人口為295萬，但這個數字要到1954年才能超過。此州的重建工作要到1960年才完成。
2023年6月24日俄羅斯入侵烏克蘭期間，領導人葉夫根尼·普里戈任率領其集團的僱傭兵在顿河畔罗斯托夫發動兵變，以懲罰俄羅斯國防部部長谢尔盖·绍伊古。

## 文化
羅斯托夫州政府在該地區提供了文化的永久支持，旨在保護和開發頓河文化的潛力，支持的項目如下：
1. 支持羅斯托夫地區的專業藝術。
2. 維護和發展頓河土地的文化遺產。
3. 發展的圖書館學。
4. 支持青年人才的專業教育。
5. 維護和發展頓河的民族文化，及促進不同民族之間的文化合作。
6. 提供文化設施技術和工藝裝備現代化。
7. 鼓勵電影製作業的發展。
8. 加強文化藝術機構的資金和技術基地。

在過去的十年政府都有不斷支持年輕人在美術上的創作，並大力提倡對藝術具有天分的學生進入該地的藝術學校，政府也給予文化和藝術方面的教育機構補助金。

## 地理位置與資源
羅斯托夫地區與沃罗涅日州、伏尔加格勒州、斯塔夫羅波爾邊疆區、克拉斯诺达尔边疆区、卡尔梅克共和国、顿涅茨克人民共和国与卢甘斯克人民共和国接壤，且該地區有頓河流經，此為歐洲最大的河流並擁有許多分支。
羅斯托夫州相對於俄羅斯其他地區，有著極高的科學、工業、資源和金融的潛力，該地區的經濟發展是基於其優越的地理位置、豐富的自然資源、優秀的人力資源以及發達的交通基礎設施，其生產量為南部聯邦區的領先位置，而該地區周圍都為經濟發達地區，例如；位於西方的頓巴斯、東部的伏爾加河地區等，全國最富有的煤炭、石油和天然氣田、冶金、機械製造和化工和農業中心都僅在該地區邊界1.0-1.5萬公里，所以多數貨物的運送都會經由羅斯托夫地區。
羅斯托夫地區擁有大量的煤炭儲量，如東部頓巴斯煤炭，是世界上以熱量含量最高的煤油。天然氣儲量估計約有562億立方米。該地區的木材資源卻相當缺乏，森林面積僅占該地區領土2.8％，但這些森林在水和環境的保護功能上是不可或缺的。
羅斯托夫地區的夏天具有國際旅遊業的發展潛力。

## 特殊民族
頓河哥薩克為羅斯托夫地區獨特傳統文化的多民族人口，總人數約170萬人。羅斯托夫地區的憲章不僅確定了哥薩克人的社會和政治生活等，同時也授權提供了哥薩克的特別自我管理，且在各方面都有不錯的影響力，例如：哥薩克人連同警方出動來幫助解決犯罪，拘留犯罪嫌疑人等。

## 行政区划
罗斯托夫州下辖12个州辖市和43个区。